# Alstom Metropolis AM5-M2
Alstom Metropolis AM5-M2 i Metropolis AM4-M4 – dwie serie taboru kolejowego produkcji Alstom, które obsługują odpowiednio linię M2 i M4 metra w Budapeszcie.
W 2009 roku, 22 składy AM5-M2 zostały skonstruowane z przeznaczeniem na drugą linię metra w Budapeszcie wraz z dostawą, która trwała do 2013. Kolejne 22 składy AM4-M4 zostały skonstruowane w 2012 roku z przeznaczeniem na linię czwartą wraz z dostawą, która miała się zakończyć w 2014 roku.